# Pescăruș argintiu
Pescărușul argintiu (Larus argentatus) este un pescăruș de mărime medie din familia Laridae. Alb cu spatele gri, este genetic apropiat de ceilalți pescăruși cu cap alb din genul Larus. Masculii și femelele sunt aproape identici, dar puii au un penaj foarte diferit și au nevoie de patru ani pentru a dobândi penajul de adult. Se înmulțește pe coastele nordice și vestice ale Europei.

## Taxonomie
Această specie a fost descrisă pentru prima dată în 1763 de Erik Pontoppidan, un teolog și zoolog danez, în cartea sa Den Danske Atlas eller Konge-Riget Dannemark. Numele lor științific provine din latină. Larus pare să se fi referit la un pescăruș sau altă pasăre de mare de dimensiuni mari, iar argentatus înseamnă decorat cu argint.
Conform clasificării de referință (versiunea 14.1, 2024) a Uniunii Internaționale a Ornitologilor, pescărușul argintiu are 2 subspecii (ordinul filogenic):
- Larus argentatus argentatus Pontoppidan, 1763 – cunoscut uneori sub numele de pescărușul scandinav, se reproduce în Scandinavia și nord-vestul Rusiei. Populațiile din nord și est migrează spre sud-vest în timpul iernii. Este un pescăruș mare, voluminos, cu un alb extins în vârful aripilor. Ciocul este mai lung și fruntea mai plată decât la argenteus.
- Larus argentatus argenteus  Brehm & Schilling, 1822 – se reproduce în Europa de Vest, în Islanda, Insulele Feroe, Marea Britanie, Irlanda, Franța, Belgia, Țările de Jos și Germania. Multe păsări sunt rezidente, în timp ce altele fac călătorii migratoare pe distanțe scurte. Este mai mică decât L. a. argentatus, cu mai mult negru și mai puțin alb în vârful aripilor și cu părțile superioare mai palide.

Larus argentatus smithsonianus (vezi Larus smithsonianus) și Larus argentatus vegae (vezi Larus vegae) sunt considerate specii separate de către Congresul Ornologic Internațional, în timp ce alte autorități, cum ar fi Uniunea Ornitologilor Americani și Handbook of the Birds of the World le clasifică ca subspecii ale Larus argentatus.

## Galerie

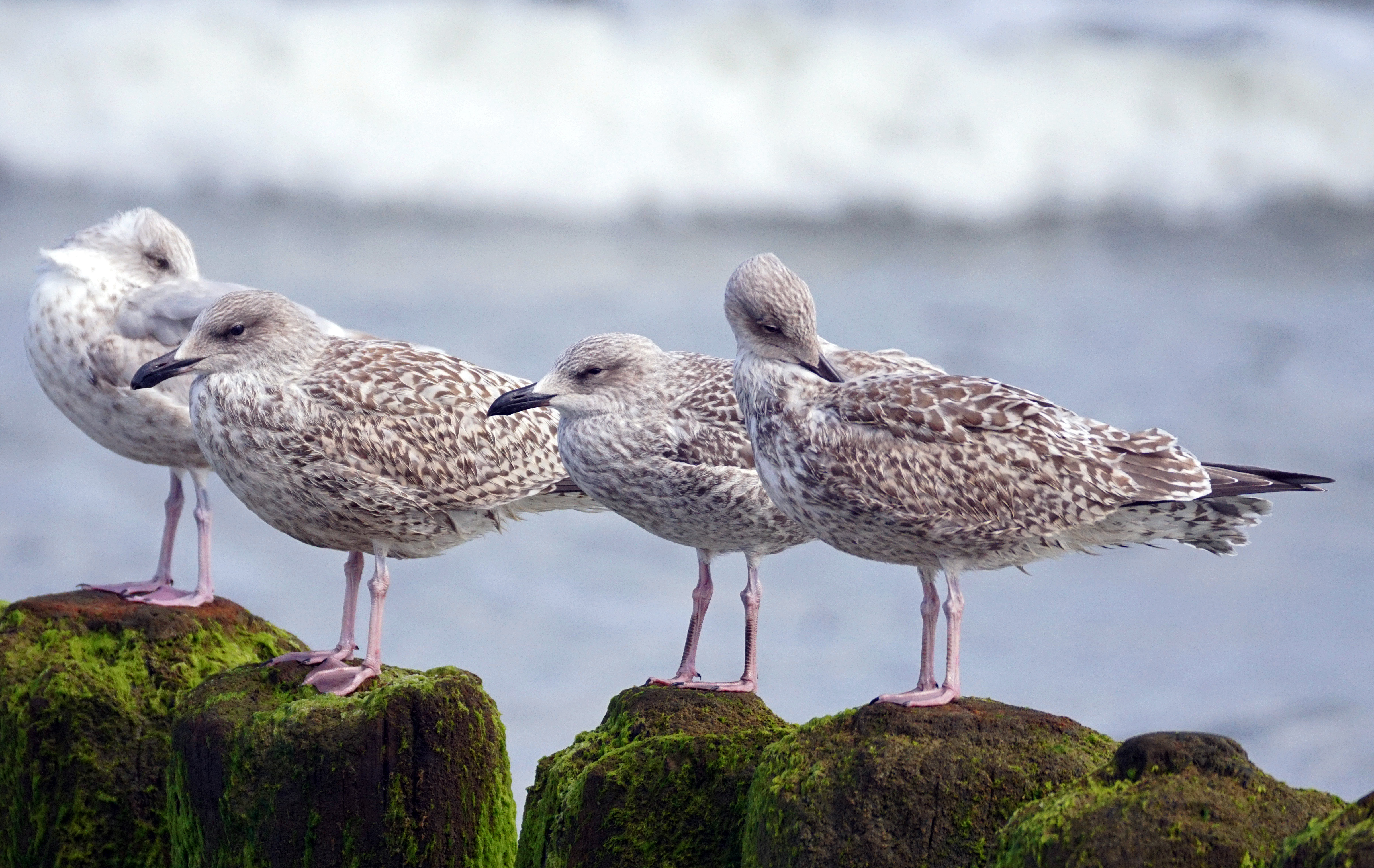
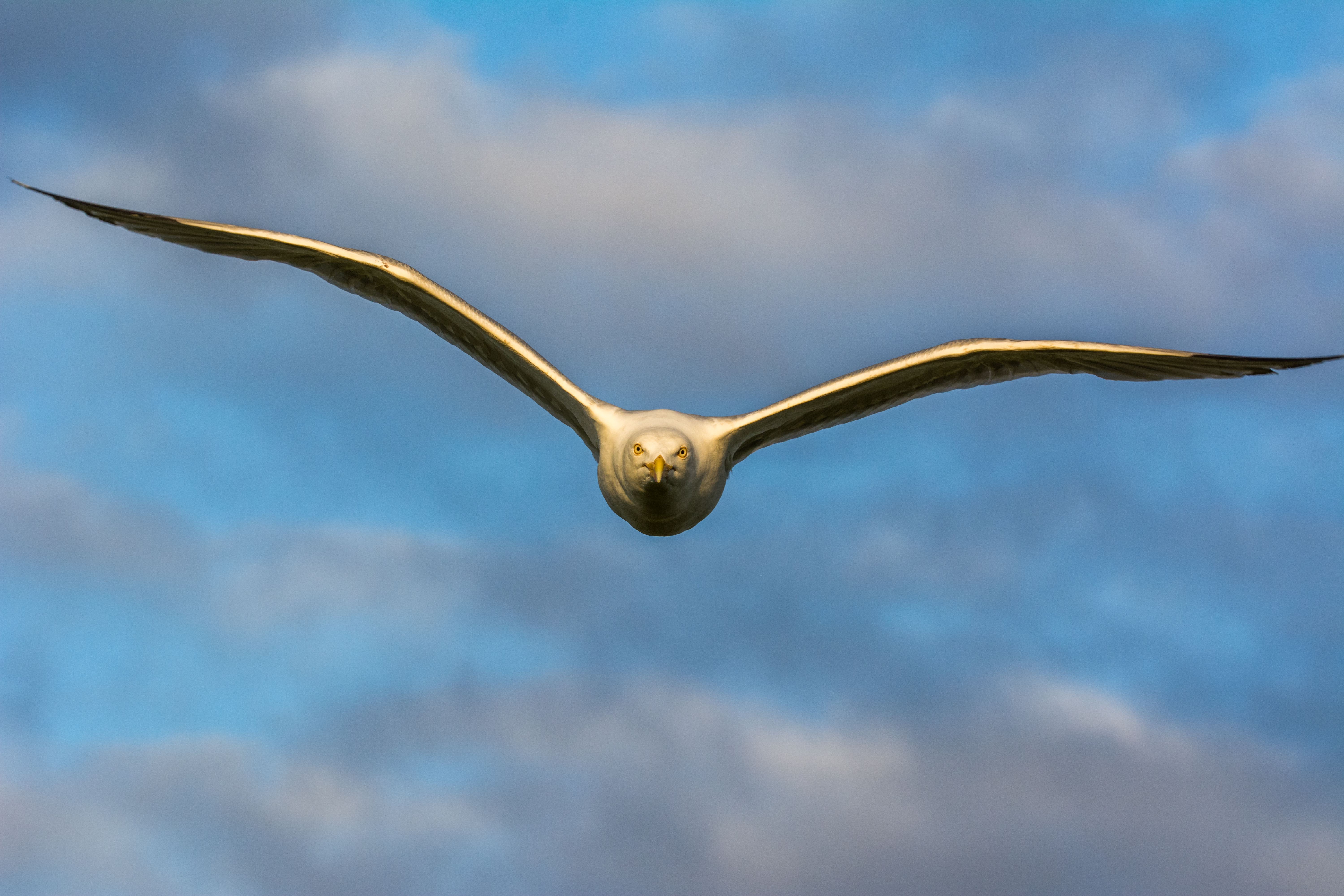
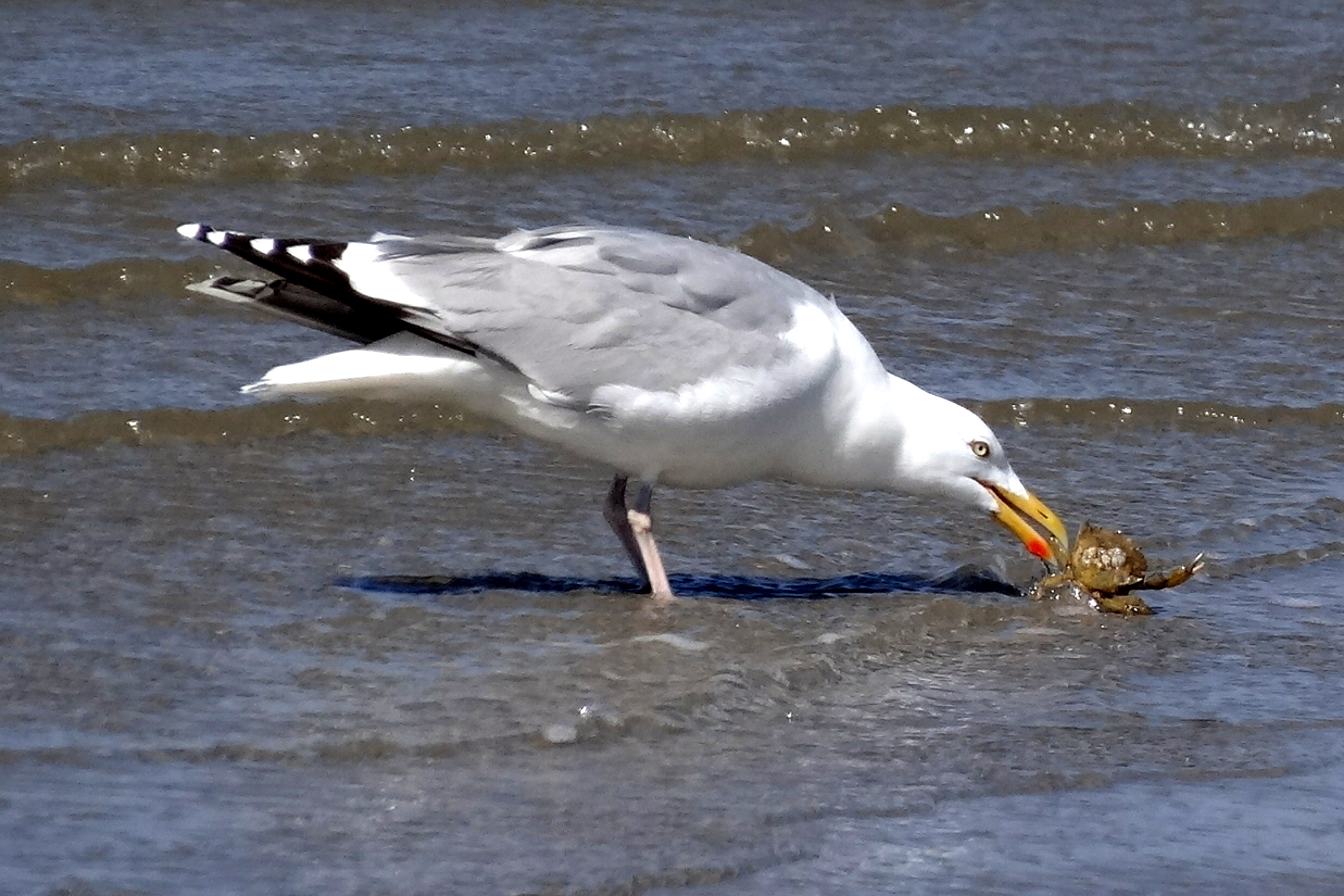
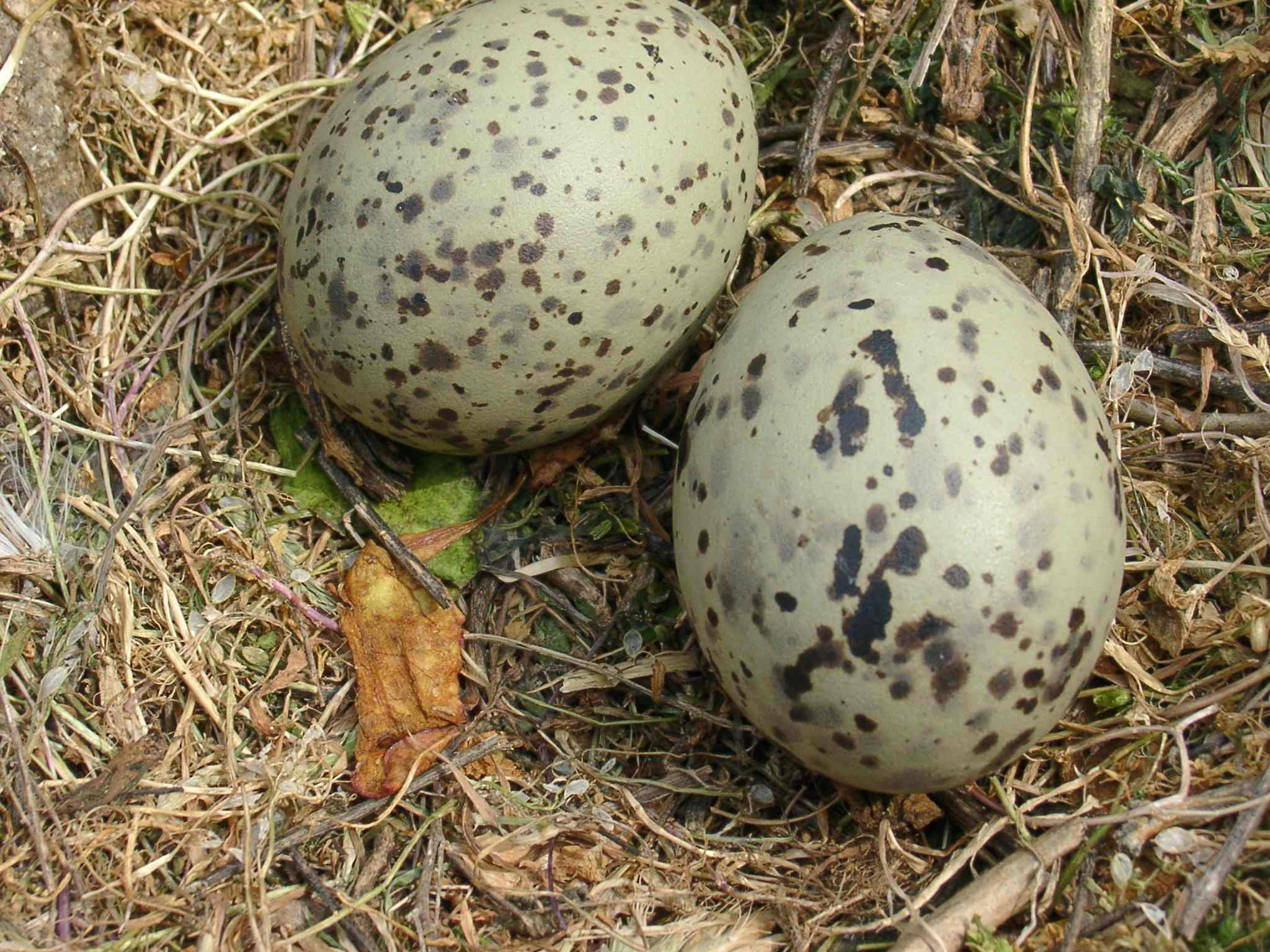
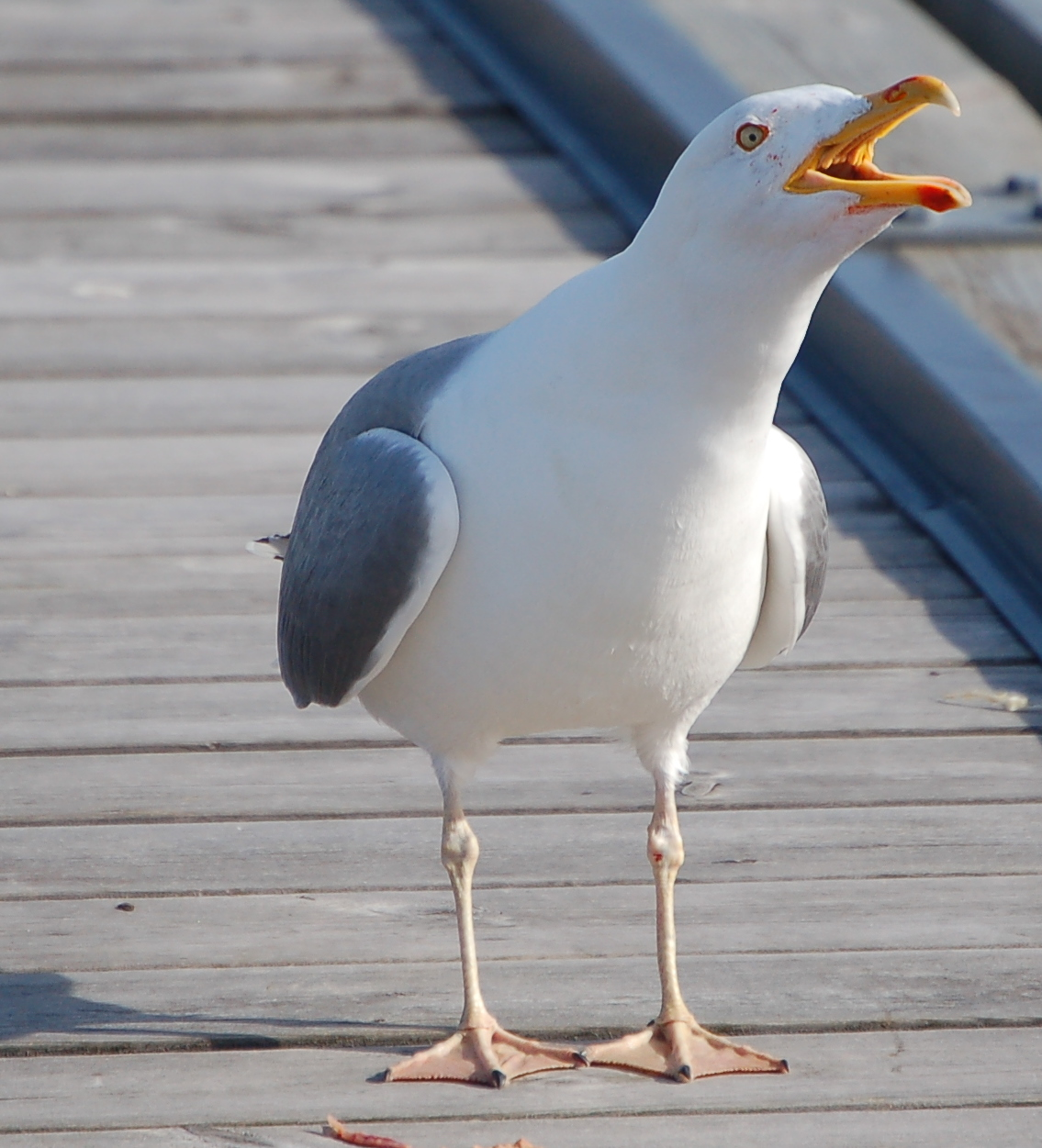
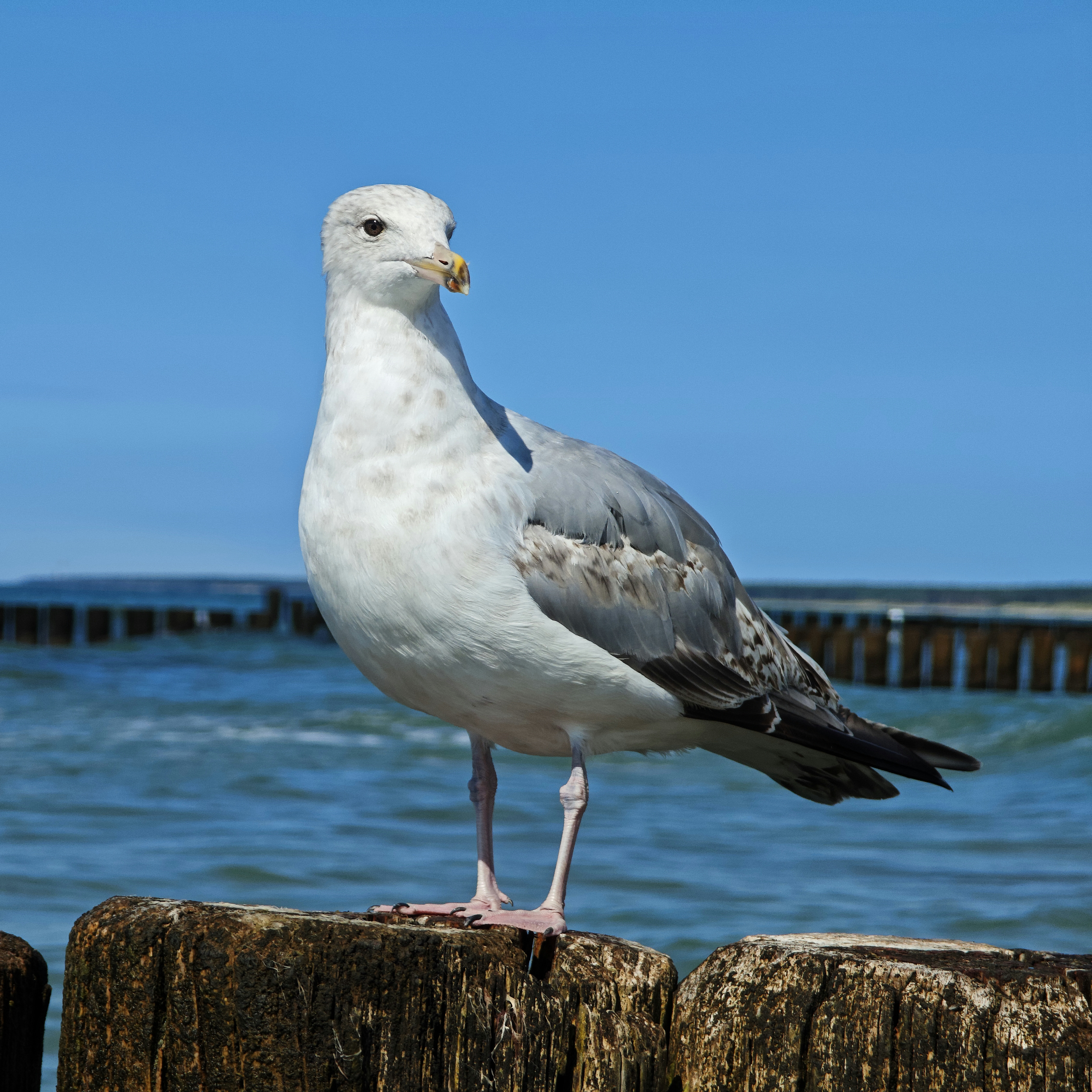
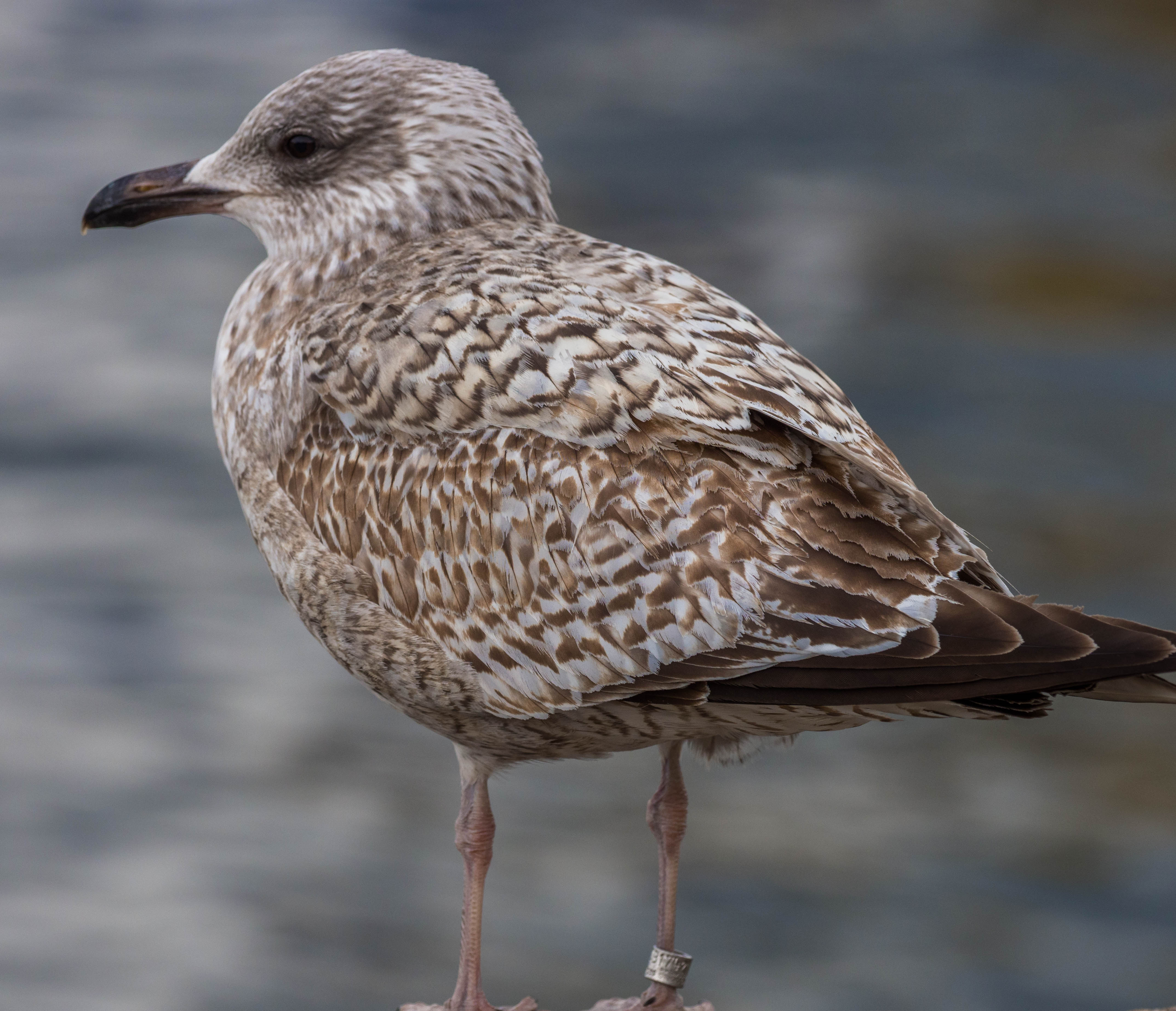